# Grandifoxus nasutus
Grandifoxus nasutus är en kräftdjursart som först beskrevs av Gurjanova 1936.  Grandifoxus nasutus ingår i släktet Grandifoxus och familjen Phoxocephalidae. Inga underarter finns listade i Catalogue of Life.